# Merizocera stellata
Merizocera stellata is een spinnensoort uit de familie Psilodercidae. De soort komt voor in Java.